# Alex Jones
Alexander Emerick Jones (ur. 11 lutego 1974 w Dallas) – amerykański dziennikarz, prezenter radiowy i podcaster, producent filmowy, związany z radykalną prawicą amerykańską i alt-rightem, wpływowy autor i popularyzator teorii spiskowych. Wśród teorii spiskowych, które rozprzestrzeniał, są m.in., takie, że rząd USA używa chemikaliów, aby zmienić ludzi w gejów, używając tajemniczej „bomby gejowskiej” opracowanej przez Pentagon. Jednocześnie zarabiał na sprzedaży własnej linii produktów m.in. witamin, kawy, mieszanek ziołowych, także dla dzieci, często po przesadnie zawyżonych cenach. Oferował też w swoim sklepie internetowym gadżety, które jego słuchacze mogli postrzegać jako ratunek przed negatywnym wpływem zjawisk, o istnieniu których słuchali w jego audycjach, np. systemy filtrów do wody.
Twórca kontrowersyjnych wywiadów, np. z Charlie Sheenem, gdzie aktor opowiedział o swoich wątpliwościach dotyczących zamachów z 11 września 2001[niewiarygodne źródło?], lub z dziennikarzem BBC Gregiem Palastem, w którym poruszono tematykę spekulacji podażą ropy naftowej przez kartel naftowy OPEC[niewiarygodne źródło?], w roku 2007 przeprowadził historyczny wywiad z Aaronem Russo – nieżyjącym już biznesmenem i znanym producentem filmowym na temat grup trzymających władzę w USA, m.in. członków organizacji takich jak Fed i CFR i ich planów dotyczących przejęcia władzy nad światem i zniewolenia ludzi.
Jones był wielokrotnie zatrzymywany i przesłuchiwany, na przykład w drodze na spotkanie Grupy Bilderberg w Ottawie[niewiarygodne źródło?] lub w Nowym Jorku podczas protestu związanego z wydarzeniami 11 września[niewiarygodne źródło?].
Określa siebie prawicowym libertarianinem, paleokonserwatystą i „agresywnym konstytucjonalistą”[niewiarygodne źródło?].
Alex Jones jest częstym gościem rosyjskiego kanału telewizyjnego „Tsargrad TV”, którego właścicielem jest rosyjski miliarder Konstantin Małofiejew (ros. Константин Малофеев). Wielokrotnie pojawiał się w programach ideologa i publicysty Aleksandra Dugina. Wielokrotnie też wypowiadał się przychylnie o polityce prezydenta Rosji Władimira Putina. W swoich produkcjach od pewnego momentu atakował m.in. przeciwników Donalda Trumpa, w tym specjalnego prokuratora Roberta Muellera, który prowadził dochodzenie w sprawie ingerencji Rosji w wybory prezydenckie w USA w 2016 r. zakończone zwycięstwem Trumpa. Pomówił go o czyny pedofilne, potem zmienił wersję, przekonując, że Mueller sam czynów pedofilnych nie popełniał, ale kontrolował działania grupy osób, które tego się dopuszczały. Kandydującej na fotel prezydenta Hillary Clinton zarzucił, że ona i jej współpracownicy zajmowali się dziećmi pod przykrywką prowadzenia pizzerii.
Po strzelaninie w szkole w Newtown (znanej też jako „masakra w szkole Sandy Hook”) w 2012 r. Jones publicznie rozpowszechniał twierdzenia, że wydarzenie to było zleconą przez rząd USA inscenizacją i wszyscy rzekomo tylko aktorami zatrudnionymi na jej potrzeby. Przez lata Jones powtarzał swoje twierdzenia, czym naraził rodziców dzieci na traumy, a nawet na nękanie i prześladowania ze strony zwolenników swoich teorii. Wskutek procesu wytoczonego Jonesowi w 2018 r. przez rodziców jednej z ofiar, został on w sierpniu 2022 r. uznany przez sąd w Teksasie winnym rozpowszechniania nieprawdziwych informacji i zobowiązany do zapłacenia rodzicom dziecka łącznie ponad 45 milionów dolarów. W październiku sąd w stanie Connecticut zdecydował, że Alex Jones musi wypłacić odszkodowania kilkunastu osobom, które go pozwały, w tym rodzinom dzieci oraz jednemu ratownikowi, od 28 do 120 mln dolarów – łącznie prawie 1 mld dolarów (965 mln dolarów).

## Filmografia
| Rok  | Film                                                                      | Uwagi                   |
| ---- | ------------------------------------------------------------------------- | ----------------------- |
| 1998 | America: Destroyed by Design                                              |                         |
| 1999 | Police State 2000                                                         |                         |
| 1999 | Are You Practicing Communism?                                             | Produkcja – Mike Hanson |
| 2000 | America Wake Up or Waco                                                   |                         |
| 2000 | The Best of Alex Jones                                                    |                         |
| 2000 | Dark Secrets Inside Bohemian Grove                                        |                         |
| 2000 | Police State II: The Takeover                                             |                         |
| 2001 | Comprehensive Annual Financial Reports: Exposed                           |                         |
| 2001 | 911 The Road to Tyranny: Special Emergency Release                        |                         |
| 2002 | 911 The Road to Tyranny                                                   |                         |
| 2002 | The Masters of Terror: Exposed                                            |                         |
| 2003 | Matrix of Evil                                                            |                         |
| 2003 | Police State 3: Total Enslavement                                         |                         |
| 2004 | American Dictators: Documenting the Staged Election of 2004               |                         |
| 2005 | Martial Law 9-11: Rise of the Police State                                |                         |
| 2005 | The Order of Death                                                        |                         |
| 2006 | TerrorStorm: A History of Government-Sponsored Terrorism                  |                         |
| 2007 | Endgame: Blueprint for Global Enslavement                                 |                         |
| 2007 | Endgame 1.5                                                               |                         |
| 2007 | TerrorStorm: A History of Government-Sponsored Terrorism – Second Edition |                         |
| 2007 | Loose Change: Final Cut – reżyseria: Dylan Avery                          | Producent wykonawczy    |
| 2008 | The 9/11 Chronicles: Part 1, Truth Rising                                 |                         |
| 2008 | Fabled Enemies – reżyseria: Jason Bermas                                  | Producent               |
| 2009 | DVD Arsenal: The Alex Jones Show Vols. 1–3                                |                         |
| 2009 | The Obama Deception: The Mask Comes Off                                   |                         |
| 2009 | Fall of the Republic: Vol. 1, The Presidency of Barack H. Obama           |                         |
| 2009 | Reflections and Warnings: An Interview with Aaron Russo                   |                         |
| 2010 | Police State IV: The Rise Of FEMA                                         |                         |
| 2010 | Invisible Empire: A New World Order Defined – reżyseria: Jason Bermas     | Producent               |
| 2010 | The Fall of America and the Western World – reżyseria: Brian Kraft        | występuje w produkcji   |
| 2012 | New World Order: Blueprint of Madmen                                      |                         |